# František Lejsek
František Václav Lejsek (19. listopadu 1857 Vysoké Mýto – 24. května 1935 Taškent), známý též pod jménem Vjačeslav Lejsek nebo Václav Václovič Lejsek, byl český hudebník, hudební skladatel, vojenský kapelník, etnograf a pedagog, který 50 let svého tvůrčího života strávil ve střední Asii.

## Život
František Lejsek se narodil v roce 1857 ve Vysokém Mýtě v rodině hudebně nadaného zámečníka.
Nejprve se vyučil zámečníkem, později se odstěhoval do Prahy, kde absolvoval hudební konzervatoř.
Následně odjel do hlavního města ruského Turkestánu Taškentu, kde strávil velkou část svého života. Jako umělecké jméno tam používal Václav Lejsek, které si místní postupně upravili na Vjačeslav Lejsek.
Je považován za jednoho z prvních významných Čechů, kteří vstoupili na území dnešního Uzbekistánu. Spolu s ním působilo v Taškentu i mnoho dalších Čechů, mezi nimi například ruský dvorní dirigent V. Michálek, vojenský dirigent Kozlanský nebo inženýr Hoffmann.
V Taškentu se s pomocí V. Červeného (HK) v roce 1878 stal kapelníkem orchestru 5. turkestanského pohraničního batalionu.
Zároveň vyučoval zpěv na dívčím gymnáziu a na učitelském semináři.
Do roku 1918 byl dirigentem mužského pěveckého sboru "Lyra". Byl také předsedou Turkestánské hudební společnosti. Ve 20. a 30. letech 20. století vyučoval na Taškentské hudební technické škole a vedl smyčcový orchestr v Press clubu.
Do Prahy a rodného Vysokého Mýta se vrátil v roce 1897 a pak znovu v červnu 1900, kdy s sebou přivezl svou malou dceru a také kapelu. Ta koncertovala nejen ve Vysokém Mýtě, ale zřejmě i 20. července 1900 v Praze. Vyplývá to z článku pražského deníku Politik z 24. června 1900.
Zemřel v roce 1935 v Taškentu ve věku 78 let.

## Dílo
Už od samého příchodu do Střední Asie jej fascinovaly místní lidové písně. Melodie národů Střední Asie sbíral a zpracovával pro orchestr dechových nástrojů. Mnohé z nich si osvojil a na jejich melodie skládal nové skladby (například "Rajabiy", "Munojot", "Boljuvon").[zdroj⁠?!] Na Všeruskou výstavu v roce 1890 poslal noty 200 melodií národů Střední Asie. Ve své etnografické a muzikologické práci pokračoval, celkem sepsal více než 400 uzbeckých, kazašských a kyrgyzských písní.
V roce 1890 se v Taškentu na pultech objevila jeho skladba "Asijské potpourri sartských, kyrgyzských a tatarských písní (motivů) pro dechový orchestr v úpravě pro klavír". První představení Potpourri se konalo v Taškentu 30. srpna 1890 v městské zahradě při zahájení turkestánské zemědělské a průmyslové výstavy.
Jako kapelník vojenského orchestru skládal vojenskou hudbu pro různé přehlídky a jiné slavnostní příležitosti. Zejména v Rusku se dodnes hrají některé skladby Františka Lejska. Noty bývají v ruštině a opatřeny různými iniciálami, obvyklе F. Lejsek (Ф. Лейсек), F. V. Lejsek (Ф.В. Лейсек) nebo V. V. Lejsek (В.В. Лейсек), často také Vjačeslav Lejsek (Вячеслав Лейсек).

#### Pochody
- Rozvodová stráž
- [Princ] Bagration (Марш [Князь] Багратион)[6][7]
- Defilé-pochod (Дефилир-марш)[8]
- Sloupový pochod (Колонный марш)[9]
- Vojenská přehlídka (Смотр войскам) – hudba pro dechové nástroje
- Zazní ruské fanfáry!
- Princ Kutuzov
- Vladimír
- Pojďme do bitvy
- Vpřed, přátelé
- Pochod válečných písní
- Mrtvý březen
- Profintern (Východní březen)
- Royal Herald
- Český pochod
- prapor svatého Jiří (Георгиевское знамя)[10]
- Průvod
- Do Toulonu! (pochod ruských námořníků)
- Maďarský pochod
- Moskevští kadeti (Московские курсанты)

#### Valčíky
- Minuta vášně" (Valčík č. 1)
- Smutné sny
- Malá panenka
- Boston
- Na poli Borodino
- Lýdie
- Na Karpatech
- Datum o půlnoci
- Matka Holubice
- Tender Date
- Poslední ples

#### Předehry
- Za úsvitu (předehra pro dechovku)
- Companion of Life
- Winter's Tale

#### Ostatní
- Hrabě Barclay de Tolly (polonéza s fanfárami)
- Triumf Ruska (polonéza)
- Dva přátelé (polonéza)
- Společně (mazurka)
- Průvod trpaslíků (hudební obraz)
- Na památku bojovníků za svobodu (předehra pro dechovku)
- Pro radost (polka)
- Sport (polka)
- Bouře (cval)
- Naši průkopníc" (Gavotte)
- Těžké časy (francouzský tanec)
- Munajat (uzbecká melodie, 1927)
- Rajabiya (uzbecká melodie, 1927)
- Lily (romance pro hlas s klavírem, 1894);
- Malé panenky (Маленькие куколки) – hudba pro dechové nástroje
- Výměna stráží (Развод караула) – instrumentální hudba pro dechové nástroje
- Tarantela (Тарантелла) – hudba pro forte-piano, tanec
- Čtyři moravské písně (Четыре моравские песни) – vokální hudba[5]
- Rendezvous o půlnoci (Свидание в полночь) – waltz z roku 1913[11]
- One Delight (polka)
- Fantazie pro Cornet B a orchestr
- Brazilský tanec
- Železnice (Железная дорога)[12]